# Saverio, el cruel (obra de teatro)
Saverio, el cruel es una farsa dramática escrita por el autor argentino Roberto Arlt y estrenada en 1936 en los escenarios del Teatro del Pueblo en Buenos Aires.
Saverio, el protagonista de la obra, es un humilde vendedor de manteca al que un grupo de jóvenes burgueses, liderados por Susana, deciden engañar para mofarse de él. Como parte de la broma pesada, pretenden que Saverio se haga pasar por un coronel despótico. Utilizando esta trama, Roberto Arlt desarrollaría temas tales como las relaciones entre clases, y una evidente crítica al militarismo y a los regímenes totalitaristas de la época. 
El texto de Saverio, el cruel sería publicado póstumamente en 1950.
Existe también una versión anterior y diferente de la obra, aún inédita, de la que se conserva un manuscrito en el Instituto Ibero-Americano
de Berlín.

## Contexto histórico
Saverio, el cruel se estrenaría seis años después del primer golpe de Estado en la República Argentina. El 6 de septiembre de 1930 tropas al mando de José Félix Uriburu derrocaron a Hipólito Yrigoyen iniciando un período conocido como la Década infame. Ese hecho marcó también el inicio de la intervención militar en la política nacional argentina.
Eran los años de entreguerra y el militarismo se encontraba en boga en todo el panorama internacional.
En el mismo año en que se estrena Saverio, el cruel, Hitler se encontraba perfectamente consolidado en el poder y la Alemania nazi era anfitriona de los Juegos Olímpicos de Berlín 1936, Mussolini declaraba la fundación del imperio italiano, y comenzaba la guerra civil española.
Mirta Arlt contextualiza así la obra de su padre:

Es importante recordar que Saverio, el cruel y La isla desierta se estrenan, respectivamente, en 1936 y 1938, año, el primero, del estallido de la guerra civil española, en que Buenos Aires festeja el cuarto centenario de su fundación, y en que la famosa escultora Lola Mora muere en la más total de las miserias, mientras se reúne en Buenos Aires la Confederación Panamericana de Consolidación de la Paz —de esa paz que habría de romperse solo tres años más tarde—, año en que la trata de blancas tiene todavía su asiento en organizaciones clandestinas no ajenas a las altas esferas; año, finalmente, en que un escritor y periodista como Roberto Arlt debe mantener a su familia con un máximo que no alcanza a los 300 pesos de sueldo.
Mirta Arlt 

## El autor

### Roberto Arlt

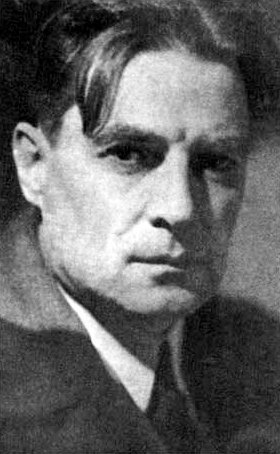
Roberto Arlt

Roberto Arlt (narrador, periodista y dramaturgo argentino) nació en Buenos Aires el 26 de abril de 1900, fallecería en la misma ciudad el 26 de julio de 1942. Comenzó a trabajar como periodista en 1916, y su primera novela, El juguete rabioso, se publicó en 1926. En la década de 1920 mantuvo relaciones con el grupo de Florida, pero sus ideas estéticas estaban más cerca de Boedo, grupo contrario al primero con el que también se vinculó, aunque sin llegar a comprometerse con ninguno de ambos. Entre sus principales obras como narrador se encuentran, junto a El juguete rabioso ya mencionado, Los siete locos y Los lanzallamas. En su trabajo como periodista son muy renombradas sus Aguafuertes porteñas. Algunas de sus obras como dramaturgo son: Trescientos millones, Saverio, el cruel, La isla desierta y el Fabricante de fantasmas.

### Arlt y el teatro independiente
El Teatro del Pueblo fue el primer teatro independiente en Argentina y fue fundado a fines de 1930 por un grupo de artistas, con Leónidas Barletta a la cabeza.
En el aspecto político se ubicaban a la izquierda y consideraban que el teatro podía ser utilizado como un elemento de resistencia ante el avance del fascismo, y aspiraban a un teatro comprometido con la problemática social. Pellettieri comenta: «Estos autores encontraron un motivo para hacer teatro al apoyarse en el cuestionamiento a la injusticia social argentina».
Entre las aspiraciones de los fundadores del Teatro del Pueblo estaban: la modernización del arte dramático en oposición al teatro finisecular, la construcción de un teatro independiente en oposición al teatro comercial, y la visión del teatro como hecho didáctico y testimonial.
El propio Arlt comenta como comenzó su relación con el Teatro del pueblo:

Cuando Barletta organizó el Teatro del Pueblo me pidió que colaborara con él escribiendo una obra para su empresa, en la cual no creía nadie, incluso yo; pero a pesar de todo, un día me puse a trabajar en ella sin la menor esperanza de éxito.
Roberto Arlt

Roberto Arlt llegaría a ser el dramaturgo más importante del grupo y de todo el teatro independiente argentino.
En vida del autor, toda su producción dramática (con la única excepción de El Fabricante de Fantasmas) sería estrenada en el Teatro del Pueblo.

## La versión previa
La primera versión de Saverio, el cruel permanece inédita, aunque algunos fragmentos ya habían sido publicados en el número 2 de la Gaceta de Buenos Aires en 1934, y en 1997 se publicaron en la revista Proa, número 30.
Esta versión era una obra corta que constaba de dos cuadros. La escena inicial estaba ambientada en un hospital psiquiátrico, pero a pedido del director Leónidas Barletta, para la versión estrenada en 1936, el psiquiátrico sería reemplazado por una casa de la alta burguesía. No era esa la única diferencia, según Julio Prieto «Es importante señalar que esta versión no es un borrador de la versión “definitiva” sino que —en esto radicaría su mayor interés— representa una versión terminada que fue posteriormente reescrita por diversas razones.»
La trama de esta versión transcurre en un hospital psiquiátrico en donde los propios internos representan una farsa ante el director del hospital y algunos periodistas. Esto formaría parte de un experimento para sanar a Hutten, quien es también el autor de la farsa. Saverio sería el único personaje que mantendría su nombre en ambas versiones de la obra.
La única puesta en escena de esta primera versión ocurrió en 1964, con el título La cabeza separada del tronco, en el Teatro del Pueblo y adaptada por Leónidas Barletta. La obra fue levantada al poco tiempo ya que los herederos de Arlt afirmaban que la obra representada era una construcción de Barletta hecha a partir de interpolaciones en fragmentos desechados por Arlt.

## La obra
Saverio, el cruel de 1936 constaba de tres actos.
La acción transcurría en dos ambientes, correspondientes a clases sociales diferentes: una casa de campo de la alta sociedad y una humilde pensión de sectores pobres.

### Personajes
Lista de personajes:
- Susana
- Juan
- Pedro
- Julia
- Luisa
- Mucama
- Saverio
- Simona
- Irving Essel
- Caddie
- Ernestina
- Dueña de la pensión
- Hombre 1°
- Hombre 2°
- Juana
- Ernesto
- Dionisia
- Demetrio
- Roberto
- María
- Hernaldo
- Invitadas - Invitados - Voces

### Argumento
La obra comienza en una casa de alta burguesía en donde un grupo de jóvenes esperan a Saverio, un humilde vendedor de manteca, para gastarle una broma y reírse a sus expensas, siendo Susana su principal impulsora. Susana fingiría estar loca y creerse desposeída de su reino por culpa de un coronel usurpador. Como parte de la broma se pediría entonces la colaboración de Saverio para una terapia curativa, consistente en una representación del derrocamiento y decapitación del coronel, que supuestamente le devolvería el juicio a Susana. Saverio debería interpretar entonces al Coronel, cosa que acepta, y termina compenetrándose tanto en su papel de usurpador y déspota que acabaría por parecerse un loco y tornarse incluso peligroso para los autores de la farsa.
En un trágico final, Saverio reconoce haber sido consciente desde un principio de que todo era una broma, pero la supuesta locura de Susana se revela como real y Saverio termina siendo asesinado por Susana, quién dice: —«Ha sido inútil, Coronel, que te disfrazaras de vendedor de manteca».

### Temas
- Las relaciones entre clases

En Saverio, el cruel, la relación entre el protagonista Saverio y su antagonista Susana está marcada por la tensión entre clases.
Sobre la importancia que esto tiene para Saverio, el cruel, es ilustrativo el comentario de Mirta Arlt: «Pero si en el teatro clásico ese orden estaba regido por los dioses, aquí son las fuerzas sociales las que hacen posible que el hombre sea como es, y esas fuerzas sociales no son menos crueles ni dominantes, solo que toman cuerpo en representaciones más modestas: el jefe (en La isla desierta), los burgueses bromistas capitaneados por Susana (en Saverio, el cruel).»
- Militarismo y totalitarismo

El papel de coronel usurpador que interpreta Saverio parece hacer alusión al general José Félix Uriburu que encabezó el golpe militar de 1930, o también al general Agustín P. Justo, su sucesor y presidente argentino cuando se estrenó la obra, y también varias de las acciones y palabras de Saverio parecen evocar a dictadores como Mussolini o Hitler.
Eva Golluscio de Montoya dice que la pieza hace «clara y fina denuncia de los totalitarismos conservadores que se afirmaban en Argentina, Alemania, Italia y España». Isidro Salzman comenta: «esta farsa es la prueba de cierta ceguera que caracterizó a los gobernantes de esa década. De haber sido escrita o puesto en escena en la década del 70, seguramente Arlt habría engrosado la lista de desaparecidos», y también «Arlt que ha asistido en España a todas las acciones preliminares encuentra en Argentina un evidente fermento fascista y un gobierno nacional y autoridades provinciales que miran con simpatía a Hitler y Mussolini. Las alusiones que hay en Saverio el cruel a la ignorancia y el despotismo de los militares son transparentes».
- La locura

La locura era un tema que apasionaba a Arlt. Varios autores  han advertido la influencia de los textos de José Ingenieros (a quien se menciona expresamente en la obra) sobre la locura y su simulación y la aplicación de sus conceptos en Saverio el cruel.
Según el análisis de Julio Prieto, en Saverio, el cruel se ven representadas dos tipos de locuras: una autorial y paranoica en Susana, y otra autoritaria con delirios de grandeza en Saverio.
- Realidad y ficción

Tema relacionado con el anterior, pero aún más amplio, es el de los límites entre la realidad y la ficción. Un recurso empleado en la obra con ese fin es el del metateatro o teatro autoreferencial, dado que los personajes de la obra utilizan recursos teatrales dentro de su ficción. Respecto a esto, varios autores han comentado sobre una posible influencia del teatro de Pirandello.

### Puesta en escena
Saverio el cruel se estrenó en 1936  en el Teatro del Pueblo, con la dirección de Leónidas Barletta y protagonizada por José Álvarez y Josefa Goldar.
La crítica periodística fue positiva. María de los Ángeles Sáenz comenta que hasta el diario La Prensa, por lo común poco favorable a Arlt, se expresó positivamente, y cita la edición del periódico del 27 de septiembre de ese año: «Con un evidente propósito renovador dentro de nuestro ambiente y en cierto modo hostil al teatro tradicional, ha escrito el señor Roberto Arlt su pieza en tres actos.»